# Rio Formoso (Pernambuco)
Rio Formoso is een gemeente in de Braziliaanse deelstaat Pernambuco. De gemeente telt 21.815 inwoners (schatting 2009).